# 六顶山古墓群
六顶山古墓群（韓語：륙정산옛무덤군）位于中国吉林省敦化市六顶山，渤海国古墓葬。

## 布局
六顶山古墓群的墓室均建于地下，分东西两个墓区，共有石室及封土墓80余座，墓葬多呈方形或长方形，以玄武岩和熔岩砌筑，一般长和宽各在2.5米至3.5米之间。墓室南壁设甬道，四壁用不规则的石块砌成，并涂抹白垩土。